# Заставкі (Люблінське воєводство)
Заставкі (пол. Zastawki) — село в Польщі, у гміні Ходель Опольського повіту Люблінського воєводства.
Населення — 126 осіб (2011).

## Демографія
Демографічна структура станом на 31 березня 2011 року:
|          | Загалом | Допрацездатний вік | Працездатний вік | Постпрацездатний вік |
| -------- | ------- | ------------------ | ---------------- | -------------------- |
| Чоловіки | 65      | 12                 | 48               | 5                    |
| Жінки    | 61      | 17                 | 32               | 12                   |
| Разом    | 126     | 29                 | 80               | 17                   |